# Ricardo van Rhijn
Ricardo van Rhijn (ur. 13 czerwca 1991 w Lejdzie) – holenderski piłkarz grający na pozycji prawego obrońcy.

## Kariera klubowa
Swoją karierę piłkarską van Rhijn rozpoczął w amatorskim klubie RKSV DoCoS. W 2002 roku trafił do szkółki piłkarskiej Ajaksu Amsterdam. W 2011 roku awansował do kadry pierwszego zespołu Ajaksu, prowadzonego przez Franka de Boera. 18 grudnia 2011 zadebiutował w pierwszej lidze holenderskiej w wygranym 4:0 domowym meczu z ADO Den Haag. W sezonie 2011/2012 był zmiennikiem Gregory’ego van der Wiela i rozegrał 14 ligowych meczów. Wraz z Ajaksem wywalczył z nim tytuł mistrza Holandii.
17 lipca 2016 roku podpisał 3 letni kontrakt z Club Brugge. AFC Ajax otrzymał za zawodnika kwotę około 2 milionów euro. W Brugge zadebiutował 28 sierpnia 2016 w zremisowanym 2:2 domowym meczu ze Standardem Liège. W sezonie 2016/2017 wywalczył wicemistrzostwo Belgii.
W 2017 roku van Rhijn został wypożyczony do AZ Alkmaar. Zadebiutował w nim 15 października 2017 w zremisowanym 1:1 wyjazdowym meczu z FC Groningen.
| Sezon   | Klub        | Kraj     | Rozgrywki     | Mecze | Bramki |
| ------- | ----------- | -------- | ------------- | ----- | ------ |
| 2011/12 | AFC Ajax    | Holandia | Eredivisie    | 14    | 0      |
| 2012/13 | AFC Ajax    | Holandia | Eredivisie    | 31    | 0      |
| 2012/13 | AFC Ajax    | Holandia | Eredivisie    | 32    | 2      |
| 2013/14 | AFC Ajax    | Holandia | Eredivisie    | 32    | 2      |
| 2014/15 | AFC Ajax    | Holandia | Eredivisie    | 28    | 2      |
| 2015/16 | AFC Ajax    | Holandia | Eredivisie    | 12    | 0      |
| 2016/17 | Club Brugge | Belgia   | Eerste klasse | 21    | 3      |
| 2017/18 | AZ Alkmaar  | Holandia | Eredivisie    | 11    | 0      |
| 2018/19 | AZ Alkmaar  | Holandia | Eredivisie    |       |        |

## Kariera reprezentacyjna
W swojej karierze van Rhijn występował w reprezentacji Holandii U-21. W dorosłej reprezentacji zadebiutował 15 sierpnia 2012 roku w przegranym 2:4 towarzyskim meczu z Belgią, rozegranym w Brukseli.